# Leiolopisma mauritiana
Leiolopisma mauritiana je druh vyhynulého scinka žijícího na Mauriciu.

## Popis
O tomto scinkovi víme zatím málo, předpokládá se však, že dorůstal délky 80 cm a byl tak jedním z největších scinků. Největším současným scinkem je scink šalamounský. Byl jedním ze zástupců rodu Leiolopisma, který se vyskytuje v oblastech Nové Kaledonie, Nového Zélandu a na Maskarénách. Druhým vyhynulým z tohoto rodu je Leiolopisma ceciliae, který obýval Réunion.

## Vyhynutí
Leiolopisma mauritiana byl stejně jako dronte endemitem ostrova Mauricius. Způsob jeho života není znám. Mohl však žít podobně jako zemní scinkové, jako je scink uťatý a tilikva australská, čemuž odpovídá tvar lebky. Své nohy pravděpodobně používal k vyhrabávání nor a jednalo se krotké zvíře, které neprojevovalo žádný strach z lidí. Živil se semeny, ovocem, bezobratlými a malými ještěrkami. Vyhynul patrně v 17. století, pravděpodobně vlivem savců zavlečených na Mauricius. 

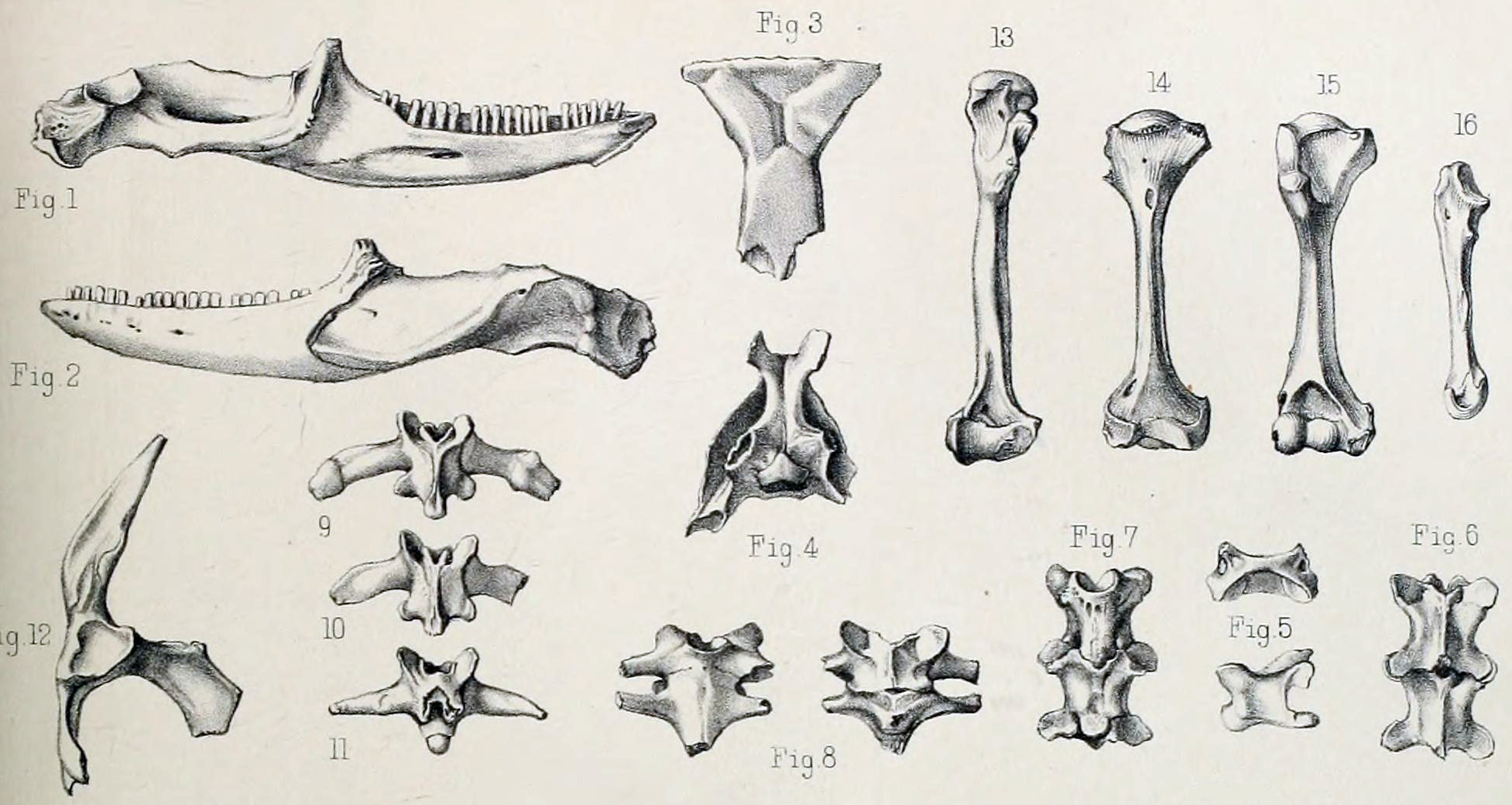
Fosílie Leiolopisma mauritiana

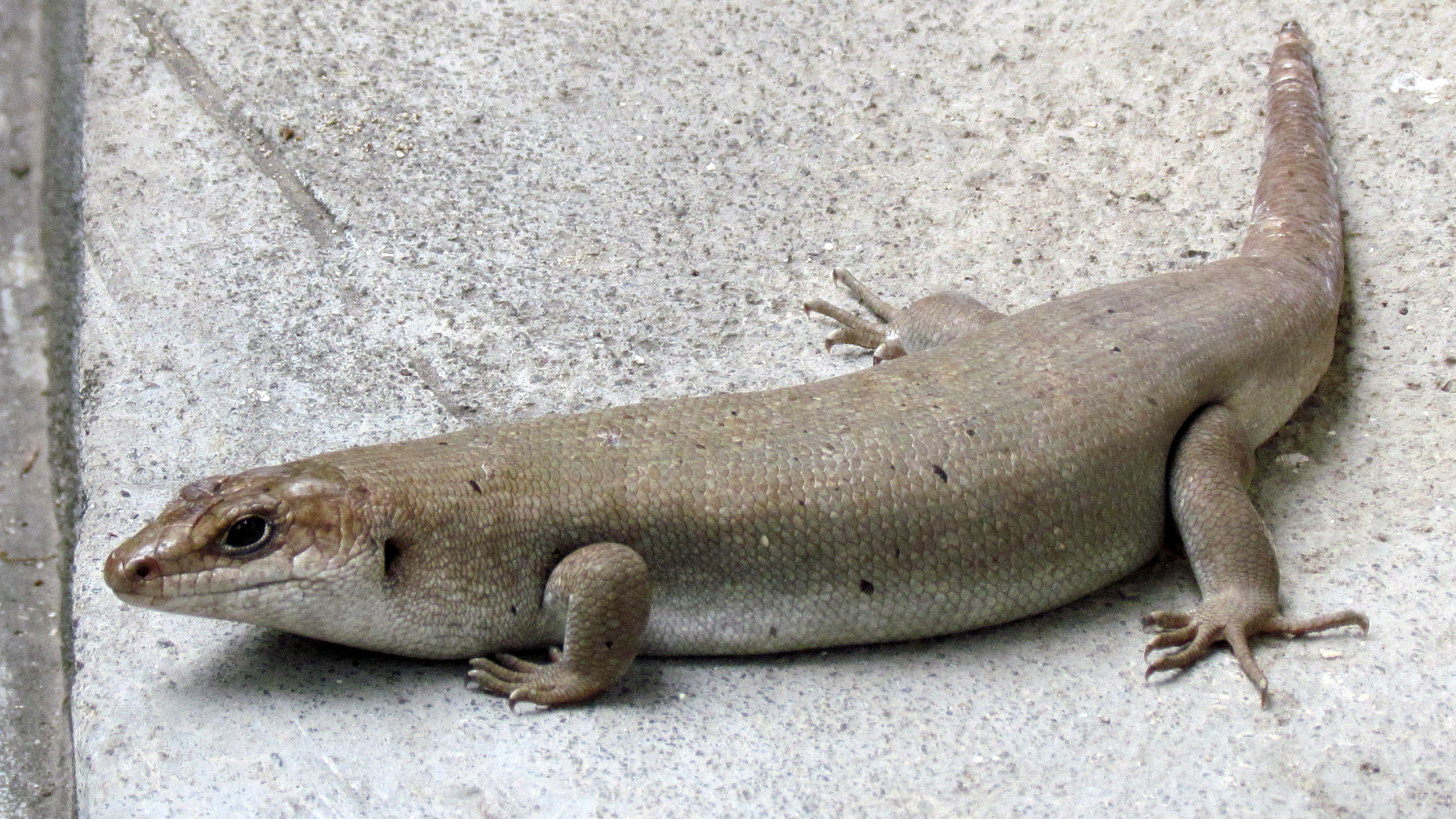
Leiolopisma telfairii je současným žijícím scinkem na Mauriciu z rodu Leiolopisma